# قلعه حمزه خانی
قلعه حمزه خانی مربوط دوره قاجاریه است که در شهرستان قیر و کارزین، بخش مرکزی، دهستان هنگام، ۲۰۰ متری شرق روستای هورز واقع است.  با شمارهٔ ثبت ۲۶۶۲۰ به‌عنوان یکی از آثار ملی ایران به ثبت رسیده‌است.
قلعه حمزه خانی قلعه ای نظامی مربوط به دورهٔ قاجار در بخش مرکزی قیر و کارزین است این قلعه از دو بخش با مصالح کاملاً متفاوت تشکیل گردیده است؛ و ساختمان ضلع شمالی که عبارت است از بنایی دوطبقه در کنار برج نگهبانی که با استفاده از مصالح سنگ و ساروج ساخته شده است و طبقه زیرین که در واقع استبل اسب‌ها و محل استقرار میر آخور است و طبقه فوقانی که محل استراحت سربازان و نگهبانان است. در کنار این ساختمان دو طبقه برج نسبتاً بلند به ارتفاع هفت متر در دو طبقه قرار دارد که طبقه زیرین چند اتاق تو در تو و طبقه بالا در واقع محل استقرار سربازان برای نگهبانی و مراقبت از محیط پیرامون است. در این قسمت در هر چهار ضلع بنا روزنه‌های دید و تیرکش‌هایی تعبیه شده که به سربازان میدان دید کافی و امکان تیراندازی را از طریق این روزنه‌ها فراهم می‌کنند. این ساختمان به طور کامل از سنگ‌های بادبر و ملات گچ ساخته شده است، فضاهای اسطبل شامل محل استقرار، میر آخور و آخور اسب‌ها است. فضای اسطبل با استفاده از ستون‌های چهار گوش و طاق‌های ضربی و گنبدهای متعدد احداث شده‌است.